# Quint Lol·li
Quint Lol·li (en llatí Quintus Lollius) va ser un cavaller romà de Sicília que tenia uns 90 anys quan Verres era pretor de Sicília (73 a 71 aC). Va ser maltractat per Quint Aproni, un dels lloctinents de Verres. Quan Verres va ser jutjat no va poder assistir al judici per la seva edat i va enviar al seu lloc al seu fill Marc Lol·li. Un altre fill, Quint Lol·li, havia mort abans del 71 aC, quan reunia proves contra Verres, probablement a mans d'un sicari enviat pel mateix Verres.